# Päpstlicher Rat zur Förderung der Neuevangelisierung
Der Päpstliche Rat zur Förderung der Neuevangelisierung (lat.: Pontificium Consilium de Nova Evangelizatione Promovenda) war ein Dikasterium der Römischen Kurie mit dem Auftrag, die Neuevangelisierung zu stärken, dessen Errichtung am 29. Juni 2010 durch Papst Benedikt XVI. angekündigt wurde. Mit Wirkung vom 5. Juni 2022 ging der Rat durch Zusammenlegung im Dikasterium für die Evangelisierung auf.

## Geschichte und Aufgaben
Der Päpstliche Rat zur Förderung der Neuevangelisierung sollte sich besonders um eine erneuerte Evangelisierung in den Ländern kümmern, in denen der christliche Glaube schon sehr lange beheimatet ist, aber durch die fortschreitende Säkularisierung an Bedeutung verloren hatte. Erster Präsident wurde der vormalige Rektor der Lateranuniversität und Präsident der Päpstlichen Akademie für das Leben, Rino Fisichella. Mit dem Apostolischen Schreiben Ubicumque et semper hat Papst Benedikt XVI. am 21. September 2010 den Päpstlichen Rat errichtet und dessen Aufgaben festgelegt.
Mit dem Motu Proprio Fides per doctrinam vom 16. Januar 2013 wurde die Zuständigkeit für die Katechese, für die bisher die Kongregation für den Klerus zuständig war, auf den Päpstlichen Rat zur Förderung der Neuevangelisierung übertragen. Im gleichen Schreiben wurde die entsprechende Neuregelung in der Apostolischen Konstitution Pastor Bonus modifiziert. Mit dem Motu Proprio Sanctuarium in Ecclesia vom 1. April 2017 wurde auch die Zuständigkeit für die Wallfahrten auf den Päpstlichen Rat zur Förderung der Neuevangelisierung übertragen.
Mit Inkrafttreten der Apostolischen Konstitution Praedicate Evangelium am 5. Juni 2022 wurde er unter der Bezeichnung „Dikasterium für die Evangelisierung“ (“Dicastero per l’Evangelizzazione”) mit der Kongregation für die Evangelisierung der Völker zusammengelegt. Den Vorsitz des Dikasteriums übernahm der Papst selbst, die beiden Sektionen werden jeweils von Pro-Präfekten geleitet.

## Mitglieder des Rates
Der Rat bestand aus folgenden vom Papst ernannten Personen: Dem Präsidenten, Sekretär, Delegaten und Untersekretär, die als engste Mitarbeiter fungieren, sowie Kardinälen, Bischöfen und Konsultoren des ganzen Erdkreises; letztere vor allem Personen, die sich durch Lehre, Klugheit und Fachwissen auszeichnen und die besonderen Anliegen der Kulturkreise einbringen. Falls es die Thematik erfordert, können weitere Experten, vor allem aus dem Kreis der Universitätsprofessoren, zur Expertise herangezogen werden. Mitglieder werden jeweils für 5 Jahre ernannt und nehmen an den Beratungen des Rates und den jährlichen Plenarsitzungen teil. 